# Carl Schuchhardt

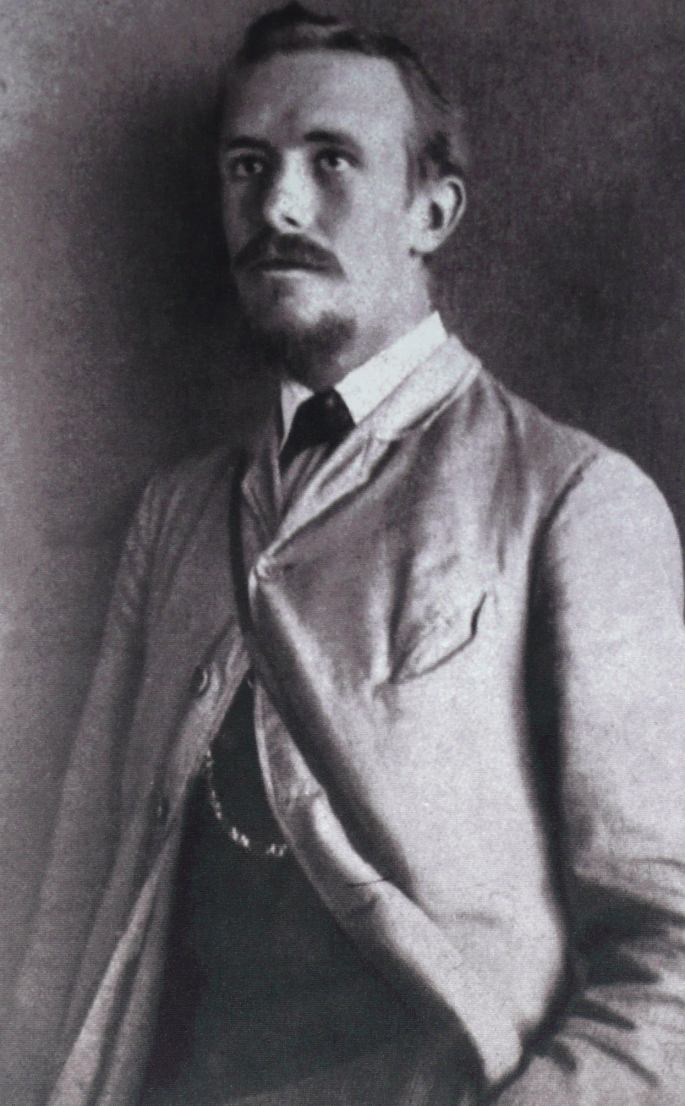
Carl Schuchhardt, um 1900

Carl Schuchhardt (* 6. August 1859 in Hannover; † 7. Dezember 1943 in Arolsen) war ein deutscher Prähistorischer Archäologe und Museumsleiter. Er war von 1888 bis 1908 Direktor des Kestner-Museums in Hannover und anschließend bis 1925 Direktor der Vorgeschichtlichen Abteilung des Museums für Völkerkunde in Berlin.

## Leben

### Herkunft
Carl Schuchhardt war der Sohn des Kupferstechers Johann Heinrich Daniel Ludolf Schuchhardt und mütterlicherseits verwandt mit dem Unternehmer Friedrich August Stichweh. Von den vier Geschwistern seiner Großmutter lernte er noch den Hofuhrmacher Wilhelm Täger und dessen Bruder, den Bildhauer Rudolph Täger, kennen.

### Werdegang
Schuchhardt wuchs in Vegesack bei Bremen auf, wo der Vater eine Anstellung bei der Norddeutschen Steingutfabrik gefunden hatte. Er ging hier 1872 bis 1877 zur Schule und studierte anschließend Klassische Philologie, neuere Sprachen und Archäologie in Leipzig, Göttingen und Heidelberg. Er wurde Mitglied der Philologisch-Historischen Verbindung Cimbria Heidelberg im Naumburger Kartellverband. Nach der Promotion 1882 war er zunächst als Lehrer tätig. Später erhielt er auf Vorschlag Theodor Mommsens ein Reisestipendium des Deutschen Archäologischen Instituts, mit dem er 1885/86 Griechenland und Kleinasien (wo er an den Ausgrabungen in Pergamon teilnahm) bereiste.

Unterschrift vom 1. Juni 1906

1888 wurde Schuchhardt Direktor des Kestner-Museums in seiner Heimatstadt Hannover. In dieser Stellung betrieb er vielfältige archäologische Forschungen, vor allem im Bereich der Burgenforschung (z. B. Heidenschanze bei Sievern, Arkeburg, Heisterburg). Im Jahr 1901 war er einer der Mitbegründer der Römisch-Germanischen Kommission.
1908 ging Schuchhardt als Direktor der Vorgeschichtlichen Abteilung des Königlichen Museums für Völkerkunde nach Berlin. Auch in dieser Stellung, die er bis zu seiner Pensionierung 1925 innehatte, führte er systematische Ausgrabungen durch, so in der „Römerschanze“ genannten vorgeschichtlichen Wehranlage bei Potsdam. Schuchhardt und Albert Kiekebusch verfassten dabei in ihren Grabungspublikationen ausführliche Beschreibungen zu Entstehung und Aussehen von Pfostengruben im archäologischen Befund. Das Erkennen von Pfostengruben ist die Grundlage der Siedlungsarchäologie. Das Rekonstruieren von Holzbauten anhand von Pfostengruben ist heute eine Standardmethode in der Grabungstechnik und Archäologie.
1909 gründete Schuchhardt die Prähistorische Zeitschrift. In den folgenden Jahren war er in eine langwährende Kontroverse mit dem ebenfalls in Berlin wirkenden völkischen Prähistoriker Gustaf Kossinna über die Frage der „ethnischen Deutung“ von archäologischen Funden verwickelt. Streitobjekt war beispielsweise der 1913 entdeckte „Schatz von Eberswalde“.
Schuchhardt gehörte der Preußischen Akademie der Wissenschaften und dem Deutschen Archäologischen Institut an. 1904 wurde er zum korrespondierenden Mitglied der Göttinger Akademie der Wissenschaften gewählt. 1906 bis 1915, 1920 bis 1925 und 1929 bis 1937 war er stellvertretender Vorsitzender der Berliner Gesellschaft für Anthropologie, Ethnologie und Urgeschichte, 1916 bis 1919 und 1926 bis 1929 deren Vorsitzender. Außerdem war er seit 1925 Ehrenmitglied der Niederlausitzer Gesellschaft für Anthropologie und Altertumskunde. Im Jahr 1940 erhielt er die Goethe-Medaille für Kunst und Wissenschaft.
Sein Sohn war der Klassische Archäologe Walter-Herwig Schuchhardt.

## Schriften (Auswahl)
- Schliemann’s Ausgrabungen in Troja, Tiryns, Mykenä, Orchomenos, Ithaka im Lichte der heutigen Wissenschaft. Brockhaus, Leipzig 1890; 2. verbesserte und vermehrte Auflage ebenda 1891 (Digitalisat).
- als Hrsg.: Hannover – Führer durch das Kestner Museum 1904. Hannover 1904 (Digitalisat).
- Die hannoverschen Bildhauer der Renaissance. Mit 50 Lichtdrucktafeln und vielen Textabbildungen, hrsg. von der Stadt Hannover, Hahnsche Buchhandlung, Hannover 1909 (Digitalisat).
- Atlas vorgeschichtlicher Befestigungen in Niedersachsen (in Zusammenarbeit mit August von Oppermann), Hannover 1888–1916, (Digitalisat).
- Arkona, Rethra, Vineta – Ortsuntersuchungen und Ausgrabungen. Berlin, H. Schoetz & Co, 1926. Akademie der Wissenschaften, Berlin.
- Vorgeschichte von Deutschland. R. Oldenbourg, München/Berlin 1928 (5 Auflagen bis 1943).
- Die Burg im Wandel der Weltgeschichte. Akademische Verlagsgesellschaft Athenaion, Potsdam 1931.
- Deutsche Vor- und Frühgeschichte in Bildern. R. Oldenbourg, München/Berlin 1936.
- Alteuropa in seiner Kultur- und Stilentwicklung. Straßburg 1919; verschiedene Auflagen mit variierten Titeln, zuletzt: Alteuropa. Die Entwicklung seiner Kulturen und Völker. 1935 (3. Auflage) mit dem Untertitel Kulturen, Rassen, Völker; 4., stark ergänzte Auflage. Berlin 1941; 5. Auflage 1944.
- Aus Leben und Arbeit. Walter de Gruyter & Co., Berlin 1944 (Autobiographie).